# Sebastian Przyrowski
Sebastian Przyrowski, né le 30 novembre 1981 à Białobrzegi, est un footballeur polonais. Il est actuellement gardien de but à Pogoń Grodzisk Mazowiecki

## Biographie
Depuis 2005, et un match face à la Serbie-et-Monténégro en Lobanovskis Cup, Przyrowski est international polonais. Il compte 4 sélections.

## Carrière
- 2002-2004 :  Polonia Varsovie
- 2004 :  Obra Kościan
- 2004-2005 :  Znicz Pruszków
- 2005-2008 :  Dyskobolia
- 2008- :  Polonia Varsovie[1]

2018/2019 Pogoń Grodzisk Mazowiecki

## Palmarès
- Vainqueur de la Coupe de Pologne : 2005 et 2007
- Vainqueur de la Lobanovskis Cup : 2005

26 june 2019 - Avancement en 3eme Ligue polonaise avec Pogoń Grodzisk Mazowiecki